# Johan Kasimir af Pfalz-Zweibrücken-Kleeburg
Johan Kasimir af Pfalz-Zweibrücken-Kleeburg (12. april 1589–8. juni 1652) var pfalzgreve af Kleeburg fra 1604 til 1652. Gennem sit ægteskab med Katarina af Sverige blev han stamfader til det svenske kongehus Pfalz-Zweibrücken.

## Biografi
Johan Kasimir blev født den 12. april 1589 i Zweibrücken som den yngste søn af Johan 1. af Pfalz-Zweibrücken i hans ægteskab med Magdalene af Jülich-Kleve-Berg. I 1604 arvede han pfalzgrevskabet Kleeburg i Elsass efter sin far.
I 1615 giftede han sig med den svenske kong Karl 9.'s datter Katarina og tog i 1622 fast ophold i Sverige. Her gjorde han tjeneste i statsadministrationen, og i Gustav 2. Adolfs sidste år ledte han statsfinanserne. Hans gemalinde fik til opgave at lede den unge Dronning Kristinas opdragelse. 
I 1649 fik han sin søn Karl Gustaf erklæret for svensk tronfølger, og i 1651 blev han selv udnævnt til hertug af Stegeborg Slot.
Pfalzgrev Johan Kasimir døde den 8. juni 1652 på Stegeborg Slot i Östergötland. Hans søn besteg den svenske trone som Karl 10. Gustav ved Dronning Kristinas abdikation i 1654. 

## Efterslægt
I sit ægteskab med Katarina af Sverige grundlagde han den svenske sidelinje af Huset Wittelsbach, der sad på den svenske trone fra 1654 til den uddøde med Dronning Ulrika Eleonora i 1741.